# Witte aronskelk
De witte aronskelk (Zantedeschia aethiopica) is een plant uit de aronskelkfamilie (Araceae). 
Het is een 0,6–1,5 m hoge, giftige, overblijvende plant met een stevige wortelstok. De bladeren zijn alle grondstandig en hebben een iets vlezige, tot 60 cm lange steel. De hart- tot pijlvormige bladschijf is 15–50 × 10–25 cm groot, taai en heeft een krachtige middennerf met daaruit ontspringende talrijke, evenwijdig lopende zijnerven met verschillende dikte en nauwelijks netvormige verbondenheid.
De bloeiwijze beslaat uit een 12–26 cm lang, wit, trechtervormig opgerold, in een overhangende punt uitlopend schutblad (spatha) en een 6–8 cm lange, lichtgele bloeikolf (spadix). De bloemen zijn zeer klein en nauwelijks zichtbaar. Aan de onderkant van de bloeikolf groeien de vrouwelijke bloemen en daarboven de mannelijke bloemen. De plant heeft kruisbestuiving nodig om vruchten te geven. Na de bevruchting ontstaan er ronde besvruchten die worden omgeven door de resten van het schutblad.

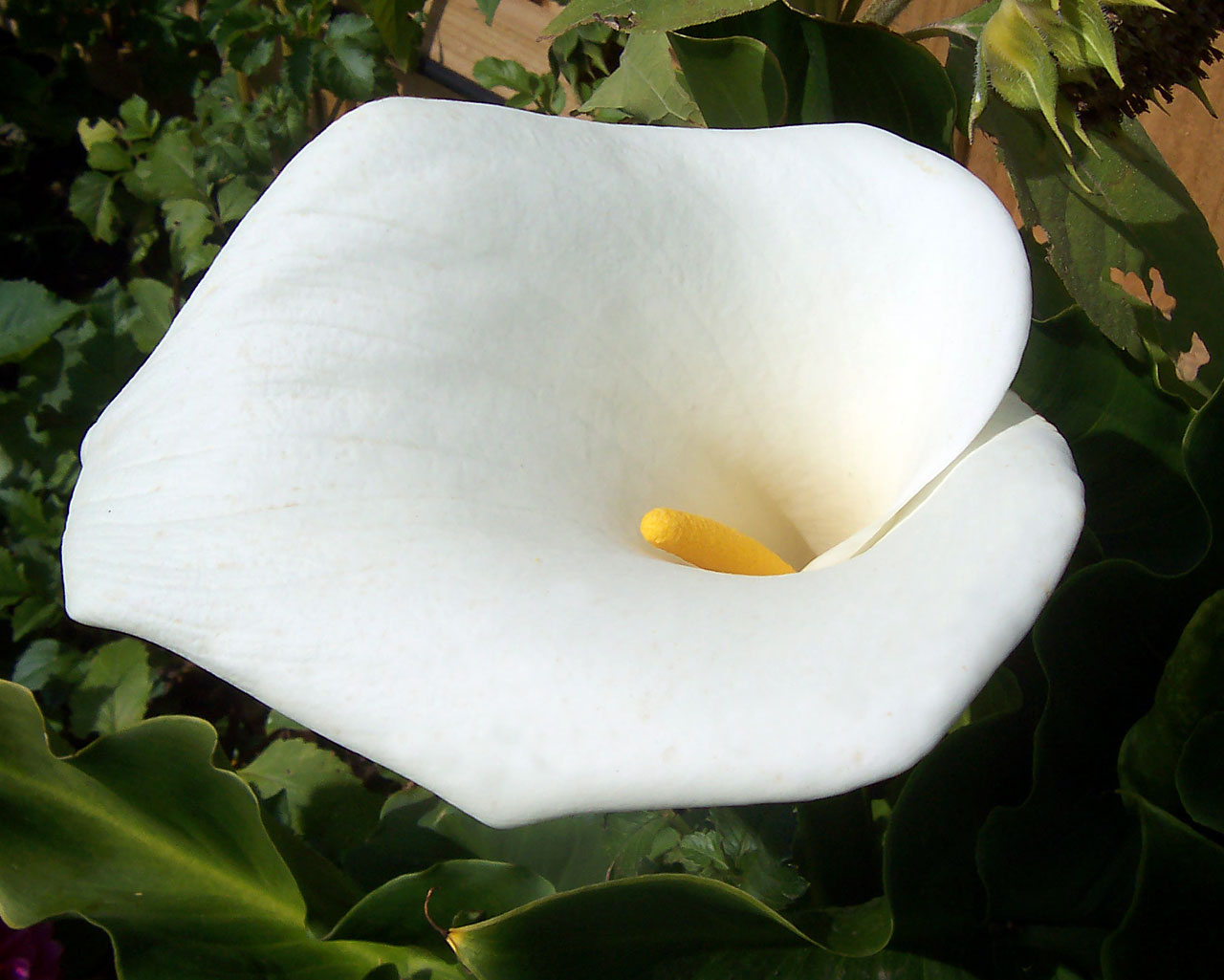
Bloeiwijze

De witte aronskelk is ondanks wat de wetenschappelijke naam aangeeft niet afkomstig uit Ethiopië maar uit Zuid-Afrika. Ze komt daar van nature voor op drassige gronden in de buurt van Kaapstad. De plant is niet vorstbestendig maar de wortelstok overwintert in de modder. Op veel plekken in de (sub)tropen en op sommige plaatsen in Zuid- en West-Europa is de soort ingeburgerd, ook op de Canarische Eilanden en Madeira. In Australië staat ze te boek als een te bestrijden onkruid omdat de plant uit ieder los stukje wortelstok weer uitgroeit. Een cultivar met kortgesteelde bloeiwijzen wordt in België en Nederland aangeboden als kamerplant.
De aronskelkkikker (Hyperolius horstockii) is een tropische rietkikker die leeft in de met water gevulde holte in de bloem van de witte aronskelk.